# Segunda Divisão
La Segunda Divisão Portuguesa (Segona divisió portuguesa, en català) va ser una lliga de futbol situada al tercer nivell del sistema de lliga portuguesa de futbol. La divisió havia estat anteriorment el segon nivell de la piràmide portuguesa però, amb la creació de la Segona Lliga el 1990–91, es va convertir en el tercer nivell. La competició es va fusionar amb la Terceira Divisão a finals de la temporada 2012–13 per formar una nova lliga ampliada de tercer nivell, el Campeonato Nacional de Seniores.

## Format
En la seva última temporada, la lliga es va dividir en tres divisions zonals: Nord, Centre i Sud. Cada divisió estava formada per 16 equips. Els guanyadors de cada divisió van ser promocionats.
Les tres divisions regionals eren el format habitual de la lliga, però la definició del campionat de nivell variava: de vegades es tractava d'un torneig eliminatori amb una final, i d'altres d'una ronda final dels guanyadors de la divisió regional. Altres vegades no hi hauria un únic campió, i els tres autonòmics ascendirien sense jugar una final. Aquesta darrera opció es va utilitzar quan la Segona Divisão ja no era la segona categoria real.

## Llista de campions

### Lliga de segona categoria: 1935–1990
| Temporada                   | Campió                      | Marcador final              | Finalista                   |
| Segunda Liga (Experimental) | Segunda Liga (Experimental) | Segunda Liga (Experimental) | Segunda Liga (Experimental) |
| --------------------------- | --------------------------- | --------------------------- | --------------------------- |
| 1934–35                     | Carcavelinhos               | 1–1 aet, 2–1                | Boavista                    |
| 1935–36                     | SC Olhanense                | 2–1                         | Salgueiros                  |
| 1936–37                     | Boavista                    | 5–1                         | União de Lisboa             |
| 1937–38                     | Leixões SC                  | 2–1                         | União de Lisboa             |
| Segunda Divisão             |                             |                             |                             |
| 1938–39                     | Carcavelinhos               | 1–0                         | Sporting da Covilhã         |
| 1939–40                     | SC Farense                  | 3–2                         | Boavista                    |
| 1940–41                     | SC Olhanense                | 4–1                         | Leça FC                     |
| 1941–42                     | Estoril Praia               | 4–4, 3–1                    | Leixões SC                  |
| 1942–43                     | Barreirense                 | 6–1                         | Sanjoanense                 |
| 1943–44                     | Estoril Praia               | 3–2                         | Vila Real                   |
| 1944–45                     | Atlético CP                 | 2–0                         | CUF Lisboa                  |
| Temporada                   | Campió                      | Finalista                   | Tercer lloc                 |
| 1945–46                     | Estoril Praia               | FC Famalicão                | União de Coimbra            |
| 1946-47                     | Braga                       | Lusitano VRSA               | Oliveirense                 |
| 1947–48                     | Sporting da Covilhã         | Barreirense                 | CUF Barreiro                |
| Temporada                   | Campió                      | Marcador final              | Tercer lloc                 |
| 1948–49                     | Académica de Coimbra        | 2–1                         | Portimonense SC             |
| Temporada                   | Campió                      | Finalista                   | Tercer lloc                 |
| 1949–50                     | Boavista                    | Oriental                    | Académico de Viseu          |
| 1950–51                     | Barreirense                 | Salgueiros                  | União de Coimbra            |
| 1951–52                     | Lusitano de Évora           | Vitória de Setúbal          | Torreense                   |
| 1952–53                     | Oriental                    | Torreense                   | CUF Barreiro                |
| 1953–54                     | CUF Barreiro                | Torreense                   | Sporting de Espinho         |
| 1954–55                     | Torreense                   | Caldas SC                   | Oriental                    |
| 1955–56                     | Oriental                    | Vitória de Guimarães        | Boavista                    |
| 1956-57                     | Salgueiros                  | Braga                       | Vitória de Guimarães        |
| 1957–58                     | Sporting da Covilhã         | Vitória de Guimarães        | SC Farense                  |
| Temporada                   | Campió                      | Marcador final              | Tercer lloc                 |
| 1958–59                     | Atlético CP                 | 3–0                         | Leixões SC                  |
| 1959–60                     | Barreirense                 | 1–0                         | Salgueiros                  |
| 1960–61                     | SC Beira-Mar                | 2–1                         | SC Olhanense                |
| 1961–62                     | Barreirense                 | 2–0                         | CD Feirense                 |
| 1962–63                     | Varzim SC                   | 4–2                         | Seixal FC                   |
| 1963–64                     | Braga                       | 2–1                         | Torreense                   |
| 1964–65                     | SC Beira-Mar                | 2–1                         | Barreirense                 |
| 1965–66                     | Sanjoanense                 | 0–0, 2–1                    | Atlético CP                 |
| 1966–67                     | Barreirense                 | 3–1                         | FC Tirsense                 |
| 1967–68                     | Atlético CP                 | 3–2                         | União de Tomar              |
| 1968–69                     | Barreirense                 | 3–3, 2–1                    | Boavista                    |
| 1969–70                     | FC Tirsense                 | 2–0                         | SC Farense                  |
| 1970–71                     | SC Beira-Mar                | 3–1                         | Atlético CP                 |
| 1971–72                     | União de Coimbra            | 2–1                         | Montijo                     |
| 1972–73                     | Académica de Coimbra        | 1–0                         | SC Olhanense                |
| 1973–74                     | União de Tomar              | 4–3                         | Sporting de Espinho         |
| 1974–75                     | Estoril Praia               | 1–0                         | Braga                       |
| 1975–76                     | Varzim SC                   | 3–1                         | Portimonense SC             |
| Temporada                   | Campió                      | Finalista                   | Tercer lloc                 |
| 1976–77                     | Marítimo                    | CD Feirense                 | Riopele                     |
| 1977–78                     | FC Famalicão                | Barreirense                 | SC Beira-Mar                |
| 1978–79                     | Portimonense SC             | Sporting de Espinho         | União de Leiria             |
| 1979–80                     | Amora                       | Académica de Coimbra        | FC Penafiel                 |
| 1980–81                     | União de Leiria             | Estoril Praia               | Rio Ave FC                  |
| 1981–82                     | Marítimo                    | Varzim SC                   | GC Alcobaça                 |
| 1982–83                     | SC Farense                  | RD Águeda                   | FC Penafiel                 |
| 1983–84                     | Belenenses                  | Vizela                      | Académica de Coimbra        |
| 1984–85                     | Desportivo das Aves         | Sporting da Covilhã         | Marítimo                    |
| 1985–86                     | Rio Ave FC                  | SC Farense                  | O Elvas                     |
| 1986–87                     | Sporting da Covilhã         | Vitória de Setúbal          | Sporting de Espinho         |
| 1987–88                     | FC Famalicão                | Académico de Viseu          | Estrela da Amadora          |
| 1988–89                     | União da Madeira            | FC Tirsense                 | CD Feirense                 |
| 1989–90                     | Salgueiros                  | Gil Vicente                 | SC Farense                  |

### Lliga de tercer nivell: 1990–2013
| Temporada                            | Campió                | Finalista           | Tercer lloc          |
| Segunda Divisão B                    | Segunda Divisão B     | Segunda Divisão B   | Segunda Divisão B    |
| ------------------------------------ | --------------------- | ------------------- | -------------------- |
| 1990–91                              | AD Ovarense           | Rio Ave FC          | SC Olhanense         |
| 1991–92                              | SC Campomaiorense     | Felgueiras          | Amora                |
| 1992–93                              | Leça FC               | Portimonense SC     | Académico de Viseu   |
| 1993–94                              | Amora FC              | CD Feirense         | União de Lamas       |
| 1994–95                              | Moreirense FC         | FC Alverca          | Académico de Viseu   |
| 1995–96                              | Varzim SC             | Sporting da Covilhã | Beja                 |
| 1996–97                              | Maia                  | Torreense           | CD Nacional          |
| 1997–98                              | CD Santa Clara        | Esposende           | Naval 1º de Maio     |
| 1998–99                              | Freamunde             | Sporting da Covilhã | Imortal DC           |
| Segunda Divisão B (3 Zone Champions) |                       |                     |                      |
| 1999–2000                            |                       |                     |                      |
| Zona Nord                            |                       |                     |                      |
| Marco                                | FC Famalicão          | FC Porto B          |                      |
| Zona Centre                          |                       |                     |                      |
| Ovarense                             | Vilafranquense        | Oliveira do Bairro  |                      |
| Zona Sud                             |                       |                     |                      |
| CD Nacional                          | Portimonense SC       | União da Madeira    |                      |
| 2000–01                              |                       |                     |                      |
| Zona Nord                            |                       |                     |                      |
| Moreirense FC                        | FC Famalicão          | Porto B             |                      |
| Zona Centre                          |                       |                     |                      |
| Oliveirense                          | Sporting da Covilhã   | Sanjoanense         |                      |
| Zona Sud                             |                       |                     |                      |
| Portimonense SC                      | União da Madeira      | Barreirense         |                      |
| 2001–02                              |                       |                     |                      |
| Zona Nord                            |                       |                     |                      |
| Marco                                | Leixões SC            | Porto B             |                      |
| Zona Centre                          |                       |                     |                      |
| Sporting da Covilhã                  | Sporting Pombal       | Torreense           |                      |
| Zona Sud                             |                       |                     |                      |
| União da Madeira                     | Sporting B            | Camacha             |                      |
| 2002–03                              |                       |                     |                      |
| Zona Nord                            |                       |                     |                      |
| Leixões SC                           | Lousada               | Porto B             |                      |
| Zona Centre                          |                       |                     |                      |
| CD Feirense                          | Estrela de Portalegre | Académico de Viseu  |                      |
| Zona Sud                             |                       |                     |                      |
| Estoril Praia                        | Mafra                 | Louletano           |                      |
| 2003–04                              |                       |                     |                      |
| Zona Nord                            |                       |                     |                      |
| Gondomar                             | Dragões Sandinenses   | Vizela              |                      |
| Zona Centre                          |                       |                     |                      |
| Sporting de Espinho                  | Torreense             | Sanjoanense         |                      |
| Zona Sud                             |                       |                     |                      |
| SC Olhanense                         | Barreirense           | União Micaelense    |                      |
| 2004–05                              |                       |                     |                      |
| Zona Nord                            |                       |                     |                      |
| Vizela                               | Dragões Sandinenses   | Infesta             |                      |
| Zona Centre                          |                       |                     |                      |
| Sporting da Covilhã                  | Mafra                 | Académico de Viseu  |                      |
| Zona Sud                             |                       |                     |                      |
| Barreirense                          | Pinhalnovense         | União da Madeira    |                      |
| Season                               | Champions             | Final score         | Runners-up           |
| Segunda Divisão                      |                       |                     |                      |
| 2005–06                              | Olivais e Moscavide   | 1–0                 | CD Trofense          |
| 2006–07                              | Freamunde             | 1–0                 | Fátima               |
| 2007–08                              | Oliveirense           | 1–0                 | Sporting da Covilhã  |
| 2008–09                              | Fátima                | 2–1                 | Desportivo de Chaves |
| Season                               | Champions             | Runner-up           | Third place          |
| 2009–10                              | Arouca                | Moreirense FC       | União da Madeira     |
| 2010–11                              | União da Madeira      | Atlético CP         | Padroense            |
| 2011–12                              | Varzim SC             | CD Tondela          | Fátima               |
| 2012–13                              | Desportivo de Chaves  | SC Farense          | Académico de Viseu   |

### Resultats per club
Nota: els anys en cursiva indiquen que l'equip va ser un dels tres campions declarats de Segona Divisió.
| Club                  | Campió | Finalista | Anys campió i Anys finalista                                     |
| Barreirense           | 7      | 4         | 1943, 1948, 1951, 1960, 1962, 1965, 1967, 1969, 1978, 2004, 2005 |
| Sporting da Covilhã   | 5      | 6         | 1939, 1948, 1958, 1985, 1987, 1996, 1999, 2001, 2002, 2005, 2008 |
| Estoril Praia         | 5      | 1         | 1942, 1944, 1946, 1975, 1981, 2003                               |
| Varzim SC             | 4      | 1         | 1963, 1976, 1982, 1996, 2012                                     |
| Atlético CP           | 3      | 3         | 1945, 1959, 1966, 1968, 1971, 2011                               |
| SC Olhanense          | 3      | 2         | 1936, 1941, 1961, 1973, 2004                                     |
| União da Madeira      | 3      | 1         | 1989, 2001, 2002, 2011                                           |
| SC Beira-Mar          | 3      | 0         | 1961, 1965, 1971                                                 |
| Portimonense SC       | 2      | 4         | 1949, 1976, 1979, 1993, 2000, 2001                               |
| Boavista              | 2      | 3         | 1935, 1937, 1940, 1950, 1969                                     |
| Salgueiros            | 2      | 3         | 1936, 1951, 1957, 1960, 1990                                     |
| Leixões SC            | 2      | 3         | 1938, 1942, 1959, 2002, 2003                                     |
| SC Farense            | 2      | 3         | 1940, 1970, 1983, 1986, 2013                                     |
| Braga                 | 2      | 2         | 1947, 1957, 1964, 1975                                           |
| FC Famalicão          | 2      | 2         | 1978, 1988, 2000, 2001                                           |
| Oriental              | 2      | 1         | 1950, 1953, 1956                                                 |
| Académica de Coimbra  | 2      | 1         | 1949, 1973, 1980                                                 |
| Moreirense FC         | 2      | 1         | 1995, 2001, 2010                                                 |
| Carcavelinhos         | 2      | 0         | 1935, 1939                                                       |
| Marítimo              | 2      | 0         | 1977, 1982                                                       |
| Amora                 | 2      | 0         | 1980, 1994                                                       |
| Ovarense              | 2      | 0         | 1991, 2000                                                       |
| Marco                 | 2      | 0         | 2000, 2002                                                       |
| Freamunde             | 2      | 0         | 1999, 2007                                                       |
| Oliveirense           | 2      | 0         | 2001, 2008                                                       |
| Torreense             | 1      | 5         | 1953, 1954, 1955, 1964, 1997, 2004                               |
| CD Feirense           | 1      | 3         | 1962, 1977, 1994, 2003                                           |
| FC Tirsense           | 1      | 2         | 1967, 1970, 1989                                                 |
| Sporting de Espinho   | 1      | 2         | 1974, 1979, 2004                                                 |
| Sanjoanense           | 1      | 1         | 1943, 1966                                                       |
| União de Tomar        | 1      | 1         | 1968, 1974                                                       |
| Rio Ave FC            | 1      | 1         | 1986, 1991                                                       |
| Leça FC               | 1      | 1         | 1941, 1993                                                       |
| Vizela                | 1      | 1         | 1984, 2005                                                       |
| Fátima                | 1      | 1         | 2007, 2009                                                       |
| Desportivo de Chaves  | 1      | 1         | 2009, 2013                                                       |
| Lusitano de Évora     | 1      | 0         | 1952                                                             |
| CUF Barreiro          | 1      | 0         | 1954                                                             |
| União de Coimbra      | 1      | 0         | 1972                                                             |
| União de Leiria       | 1      | 0         | 1981                                                             |
| Belenenses            | 1      | 0         | 1984                                                             |
| Desportivo das Aves   | 1      | 0         | 1985                                                             |
| Felgueiras            | 1      | 0         | 1992                                                             |
| Maia                  | 1      | 0         | 1997                                                             |
| CD Santa Clara        | 1      | 0         | 1998                                                             |
| CD Nacional           | 1      | 0         | 2000                                                             |
| Gondomar              | 1      | 0         | 2004                                                             |
| Olivais e Moscavide   | 1      | 0         | 2006                                                             |
| Arouca                | 1      | 0         | 2010                                                             |
| União de Lisboa       | 0      | 2         | 1937, 1938                                                       |
| Vitória de Guimarães  | 0      | 2         | 1956, 1958                                                       |
| Vitória de Setúbal    | 0      | 2         | 1952, 1987                                                       |
| Mafra                 | 0      | 2         | 2003, 2005                                                       |
| Dragões Sandinenses   | 0      | 2         | 2004, 2005                                                       |
| Vila Real             | 0      | 1         | 1944                                                             |
| CUF Lisboa            | 0      | 1         | 1945                                                             |
| Lusitano VRSA         | 0      | 1         | 1947                                                             |
| Seixal                | 0      | 1         | 1963                                                             |
| Montijo               | 0      | 1         | 1972                                                             |
| Águeda                | 0      | 1         | 1983                                                             |
| Académico de Viseu    | 0      | 1         | 1988                                                             |
| Gil Vicente           | 0      | 1         | 1990                                                             |
| SC Campomaiorense     | 0      | 1         | 1992                                                             |
| FC Alverca            | 0      | 1         | 1995                                                             |
| Esposende             | 0      | 1         | 1998                                                             |
| Vilafranquense        | 0      | 1         | 2000                                                             |
| Sporting de Pombal    | 0      | 1         | 2002                                                             |
| Sporting B            | 0      | 1         | 2002                                                             |
| Lousada               | 0      | 1         | 2003                                                             |
| Estrela de Portalegre | 0      | 1         | 2003                                                             |
| Pinhalnovense         | 0      | 1         | 2005                                                             |
| CD Trofense           | 0      | 1         | 2006                                                             |
| CD Tondela            | 0      | 1         | 2012                                                             |